# Врата (фильм, 2017)
Врата (также известен как Брама; укр.: Брама; МФА: [ˈbrɑmɑ]) —  украинский фильм ужасов 2017 года, снятый режиссёром Владимиром Тихим по мотивам пьесы В начале и в конце времён Павла Арье. Мировая премьера фильма состоялась 28 ноября 2017 года на Таллиннском кинофестивале «Тёмные ночи», а в широкий прокат в Украине фильм вышел 26 июля 2018 года. Впоследствии фильм был представлен на различных международных кинофестивалях и показах.
Фильм рассказывает историю семьи, живущей в зоне отчуждения Чернобыльской АЭС. Главой семьи является баба Прися, которая утверждает, что общается с русалками. Она живёт со своим внуком Вовчиком и больной дочерью Славой, которую бросил муж.
Их спокойная жизнь внезапно нарушается, когда баба Прися получает мистическое предупреждение о надвигающейся личной катастрофе, которую необходимо предотвратить.

## Сюжет
Фильм повествует о жизни небольшой семьи, проживающей в зоне отчуждения Чернобыльской АЭС — пустынной и радиоактивной территории, покинутой после катастрофы 1986 года. Семью возглавляет пожилая женщина, баба Прися, которая верит в сверхъестественное и утверждает, что общается с русалками — водяными духами из славянского фольклора. Она живёт со своей дочерью Славой, страдающей от плохого здоровья и брошенной мужем, и внуком Вовчиком — застенчивым молодым человеком, боящимся внешнего мира.
Их уединённая жизнь внезапно нарушается, когда баба Прися получает мистическое видение. Неизвестная сущность предупреждает её о скорой личной катастрофе, которая затронет её семью. Верит в предупреждение, баба Прися решает предотвратить беду, но её семья скептически относится к её видениям и убеждениям.
Однажды Вовчик, несмотря на предостережения бабушки, отправляется в окрестные пустоши, чтобы собрать предметы из зоны отчуждения. Во время этой вылазки он встречает Васю, местного полицейского, который привозит семье еду и припасы. Вася считает зону опасной из-за радиации и присутствия бандитов и советует семье покинуть её. Однако баба Прися отказывается уезжать, будучи убеждённой, что радиация — это миф, а настоящая угроза куда более зловеща.
По мере того как видения бабы Приси становятся всё более интенсивными, она одержима идеей предотвратить предсказанную катастрофу. Она становится всё более эксцентричной, полагая, что беда связана с внеземными силами, проникшими в правительство. По её мнению, Чернобыльская катастрофа была организована, чтобы выгнать людей из зоны и подготовить базу для связи с инопланетными существами. Она настаивает, что эвакуация была прикрытием, а радиация — отвлечением от истинной опасности.
Напряжение в семье нарастает, поскольку баба Прися предпринимает всё более радикальные шаги для предотвращения катастрофы, включая странные ритуалы и употребление редкого гриба, который, по её мнению, откроет «врата» к скрытым истинам. Это приводит к сюрреалистичным, кошмарным эпизодам, где реальность и бред бабы Приси начинают сливаться. В какой-то момент семья переживает яркие галлюцинации, что ещё больше усложняет их восприятие реальности.
По мере того как семья пытается понять значение предупреждений бабы Приси, становится ясно, что её связь со сверхъестественным может быть сильнее, чем они думали. В финальном акте мистическое предупреждение сбывается, когда неожиданная катастрофа поражает семью, приводя к трагическим последствиям.
Фильм заканчивается на неоднозначной ноте, оставляя зрителей в размышлениях о том, были ли убеждения бабы Приси правдой или же события были лишь продуктом её ухудшающегося психического состояния.

## Актёрский состав
- Ирма Витовская — баба Прися
- Виталина Библив — Слава, дочь бабы Приси
- Ярослав Федорчук — Вовчик, сын Славы
- Дмитрий Ярошенко — Вася, полицейский
- Дмитрий Тубольцев — Петя/«Папа», муж Славы

## Производство

### Бюджет
Общий производственный бюджет фильма составил около ₴17,8 млн (гривен), из которых ₴8,9 млн были предоставлены Государственным агентством Украины по вопросам кино (Держкино), что покрыло примерно 50% общей стоимости.

### Место съёмок
Съёмки проходили в селе Лучанки Овручского района Житомирской области, расположенном в зоне отчуждения Чернобыльской АЭС.

## Реакция

### Отзывы критиков
Отзывы критиков о фильме «Врата» были неоднозначными. Украинские кинокритики в целом хвалили амбициозность и стиль фильма. Критик LB.ua Сергей Ксаверов назвал его «одним из самых интересных украинских фильмов» года, охарактеризовав как «радиоактивную фантасмагорию» и «кинематографическую мутацию» с задатками культовой классики. Обозреватель NV.ua также высоко оценил работу режиссёра Владимира Тихого, отметив, что фильм «избегает катастрофических ошибок и производит впечатление завершённого высказывания». Рецензент поставил фильму 7/10, особо выделив использование зоны отчуждения как «эффективной метафоры для всей страны [Украины]». В то же время некоторые критики были менее благосклонны. Антон Фролов из журнала Cineast отметил, что театральное происхождение фильма подрывает его кинематографическую реализацию, заметив, что «граница между кино и театром мала», и что у Тихого «нет» способности её преодолеть.

### Отзывы зрителей
Реакция зрителей также была неоднозначной. Выход фильма в июле 2018 года вызвал оживлённые дискуссии в Интернете. Как сообщило издание OBOZ.UA, впечатления зрителей варьировались «от восторга до откровенной критики», при этом в социальных сетях даже пришлось защищать Ирму Витовскую от некоторых негативных комментариев.
По некоторым данным, восприятие фильма было умеренно положительным. Например, украинский портал Kinoafisha зафиксировал пользовательский рейтинг 7,7/10, а украинская база фильмов DzygaMDB указывает зрительский рейтинг 7,667/10 (при рейтинге критиков 10/10) для «Брамы».

## Награды и номинации
| Мероприятие                             | Год  | Категория                            | Получатель        | Результат |
| --------------------------------------- | ---- | ------------------------------------ | ----------------- | --------- |
| Украинская киноакадемия (Золотая Дзыга) | 2019 | Лучшая актриса                       | Ирма Витовская    | Победа    |
| Украинская киноакадемия (Золотая Дзыга) | 2019 | Лучшая актриса второго плана         | Виталина Библив   | Победа    |
| Украинская киноакадемия (Золотая Дзыга) | 2019 | Лучшая музыка                        | Антон Байбаков    | Победа    |
| Украинская киноакадемия (Золотая Дзыга) | 2019 | Лучший грим                          | Катерина Струкова | Победа    |
| Украинская киноакадемия (Золотая Дзыга) | 2019 | Лучший фильм                         | Врата             | Номинация |
| Украинская киноакадемия (Золотая Дзыга) | 2019 | Лучший режиссёр                      | Владимир Тихий    | Номинация |
| Украинская киноакадемия (Золотая Дзыга) | 2019 | Лучший сценарий                      | Павел Арье        | Номинация |
| Украинская киноакадемия (Золотая Дзыга) | 2019 | Лучшая операторская работа           | Вячеслав Цветков  | Номинация |
| Украинская киноакадемия (Золотая Дзыга) | 2019 | Лучшая работа художника-постановщика | Владлен Одуденко  | Номинация |
| Украинская киноакадемия (Золотая Дзыга) | 2019 | Лучший дизайн костюмов               | Ольга Навроцкая   | Номинация |
| Украинская киноакадемия (Золотая Дзыга) | 2019 | Лучший звук                          | Сергей Степанский | Номинация |
| Международный кинофестиваль Fantaspoa   | 2019 | Лучший сценарий                      | Врата             | Победа    |
| Таллиннский кинофестиваль «Тёмные ночи» | 2017 | Лучший фильм                         | Врата             | Номинация |